# ザ・オークレットゴルフクラブ
ザ・オークレットゴルフクラブ（THE・OAKLET GOLF CLUB）は、岡山県久米郡美咲町にあるメンバーシップ制のゴルフ場。

## 概要
所在地： 岡山県久米郡美咲町重藤37番地
- 開場日 - 1998年9月22日
- コース設計者 - 大西久光
- 面積 - 98万m2 （約30万坪）
- ヤーデージ - 6500ヤード
- ホール/パー - 18H/Par72
- 休場日 - 12/31、1/1

･コース解説
自然の造形美を生かしたコース設計が特徴。巧みに配置された樹々や池は、時間帯により向きを変える風などの予測不能な自然条件の克服がスコアメークの鍵を握る。グリーンは高速。素直な芝目なので距離感が正確なパットが求められる。長さはあまりないが戦略性が高く、プレーヤーの感性を刺激する。樫をはじめとする自生の樹木を随所に残しながら、全体に自然を活かしたコースレイアウトとなっている。また挑戦してみたいとプレーヤーに思わせる魅力的なホール立てになっている。　

## アクセス
- 山陽自動車道/山陽IC 36km
- 中国自動車道/美作IC 12km
- 美作岡山道路/湯郷温泉IC 5km
- 岡山空港/45km